# 近鉄鳥羽線
鳥羽線（とばせん）は、三重県伊勢市の宇治山田駅から同県鳥羽市の鳥羽駅までを結ぶ近畿日本鉄道（近鉄）の鉄道路線。
駅ナンバリング等で使われる路線記号はM。番号部分は、京都線・橿原線・大阪線・山田線から続く番号（京都駅を01とみなす）になっている。

## 概要
山田線と志摩線との間を結ぶ路線である。伊勢中川駅から賢島駅までの路線は、歴史的経緯により山田線、鳥羽線、志摩線の3つの路線に分かれているが、列車運行上は一体の路線として運用されている。1970年に当路線が全通したことにより、山田線（1931年全通）と志摩線（1929年全通、1970年に狭軌から標準軌に改軌）とが結ばれ、大阪や名古屋などから賢島駅までの直通運転が可能となった。なお、山田線に跨って乗車する場合は、建設費回収のための加算運賃が適用される。宇治山田駅の隣駅である五十鈴川駅は伊勢神宮の内宮の最寄駅である。
路線は山沿いに展開されているが、池の浦駅 - 鳥羽駅間は、東海旅客鉄道（JR東海）の参宮線とほぼ並行している。宮町駅 - 伊勢市駅 - 鳥羽駅間では競合するJR参宮線より運賃が高いが、近鉄の方が運転本数が多く、終電時刻も遅くなっている。また、比較的新しい路線のため、踏切がなく道路とは完全に立体交差化されているが、全線開通時には鳥羽駅から約250m西、現在国道42号との立体交差あたりに、参宮線と共同の小浜踏切が存在していた。
鳥羽線ではスルッとKANSAIカード及びJスルーカードは利用できないが、2007年4月1日からPiTaPaが導入され、同時にICOCAとも相互利用が可能となった。2015年9月現在、宇治山田駅と五十鈴川駅、鳥羽駅には自動改札機を、朝熊駅と池の浦駅には簡易改札機を設置して対応している。また2013年3月23日よりTOICA・manacaなどのICカードが全国相互利用サービスにより利用可能である。

### 路線データ
- 路線距離（営業キロ）：13.2 km
- 軌間：1435mm
- 駅数：5駅（起終点駅含む）
- 複線区間：全線
- 電化区間：全線電化（直流1500V）
- 閉塞方式：自動閉塞式
- 最高速度：130 km/h[1]

全線、名古屋統括部（旧名古屋営業局）の管轄である。

## 運行形態
大阪・京都・名古屋方面からの多数の特急列車が通る。急行系の列車は、大阪方面からの快速急行、大阪・名古屋方面からの急行が五十鈴川駅まで、朝夕は鳥羽駅まで直通する。
昼間時間帯は快速急行が運転されず、五十鈴川駅以南は急行も運転されないため特急・普通列車のみが運転される。特急を除き線内の各駅に停車する。
当線は急勾配が多いが、宇治山田駅 - 池の浦駅間には半径600m未満の急曲線がなく、平面線形が良好で高速運転に適しているため、下り列車の一部は最高速度130km/hで走行している。全線所要時間はノンストップ特急で9分（表定速度88km/h）、五十鈴川停車の場合は11分（表定速度72km/h）、快速急行以下（各駅停車）でも14分（表定速度56km/h）となり、短距離路線ながら表定速度は高い。

### 運行本数
日中1時間あたりの運行本数は以下のようになっている。
| 駅名 ＼ 種別 | 山田線方面 直通先 | 宇治山田 | 五十鈴川 | …   | 鳥羽 | 志摩線 直通先 |
| ------------ | ----------------- | -------- | -------- | --- | ---- | ------------- |
| 特急         | ←名古屋線名古屋駅 | 1本      | 1本      | 1本 | 1本  | 賢島駅→       |
| 特急         | ←大阪線大阪難波駅 | 1本      | 1本      | 1本 | 1本  | 賢島駅→       |
| 特急         | ←名古屋線名古屋駅 | 1本      | 1本      |     |      |               |
| 急行         | ←名古屋線名古屋駅 | 1本      | 1本      |     |      |               |
| 普通         | ←山田線伊勢中川駅 | 1本      | 1本      | 1本 | 1本  | 賢島駅→       |
| 普通         | ←山田線伊勢中川駅 | 1本      | 1本      | 1本 | 1本  |               |

### 特急
鳥羽線内での停車駅は宇治山田駅、五十鈴川駅（阪伊・名伊甲特急および「しまかぜ」は通過）、鳥羽駅である。おおむね半数以上の列車が志摩線賢島駅まで直通している。
日中は1時間あたり大阪難波駅発着の阪伊乙特急と近鉄名古屋駅発着の名伊乙特急が1本ずつ、五十鈴川駅発着の名伊乙特急が1本で合計3本が運転されている。朝夕時間帯には京都駅発着の京伊特急、「しまかぜ」（大阪難波駅発着、京都駅発着、近鉄名古屋駅発着が運休日を除き1日1往復ずつ）、さらに土休日には甲特急（停車駅の少ない特急）も運転され、最も運転本数の多い土休日15時台（鳥羽駅基準）の上りには、阪伊甲特急1本、阪伊乙特急2本（うち1本五十鈴川駅始発）、京伊特急1本、「しまかぜ」京都駅発着1本、名伊甲特急1本、名伊乙特急2本の8本が運転される。
編成両数は4両 - 8両で運転されているが、年始時期など多客時の増結を考慮して宇治山田駅・五十鈴川駅・鳥羽駅のホーム長は10両分を確保している。
編成の向きが阪伊・京伊特急と名伊特急では異なっており、前者は賢島寄り、後者は名古屋寄りが1号車になっている。これらは中川短絡線を経由する名阪特急の編成に合わせているためである。
2009年3月20日時点では日中の特急は鳥羽駅折り返しを含めて鳥羽線内で1時間あたり4 - 5本が運転されていたが、2010年のダイヤ変更で日中の鳥羽駅折り返し列車が山田線宇治山田駅折り返しに短縮された。なお、日中の乙特急は年末年始などの多客期は鳥羽駅まで延長されていたが、2021年7月3日のダイヤ変更で取りやめられている。2014年9月21日のダイヤ変更では宇治山田駅を始発駅とする列車のうち、早朝の阪伊・名伊乙特急の一部、日中の名伊乙特急が五十鈴川発に変更された。2022年12月17日のダイヤ変更で宇治山田行きの列車のうち、阪伊特急の一部と名伊特急の大半が五十鈴川行きに延長された。

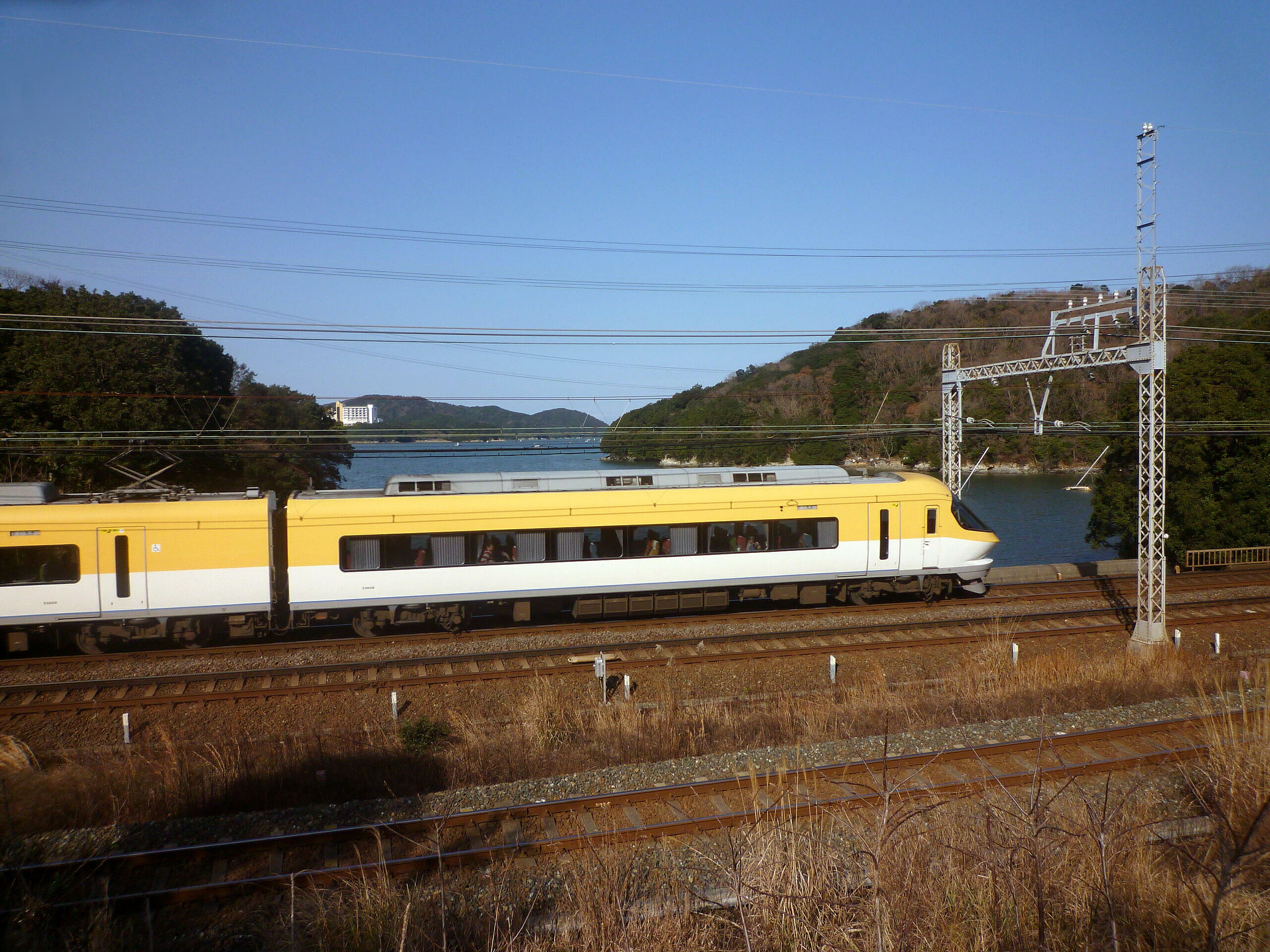
池の浦 - 鳥羽間を走る「伊勢志摩ライナー」

### 快速急行・急行
快速急行は、下りのみ大阪上本町駅発鳥羽駅行きが平日・土休日とも夜間に1本が運転されている。急行は、宇治山田駅 - 五十鈴川駅間では近鉄名古屋駅発着列車が約1時間間隔で運転されており、五十鈴川駅 - 鳥羽駅間では上りは鳥羽駅発近鉄名古屋駅行きが平日朝に3本、土休日朝に2本、鳥羽駅発大阪上本町駅行きが土休日のみ朝に1本、鳥羽駅発名張駅行きが平日のみ朝に1本、下りは近鉄名古屋駅発鳥羽駅行きが平日朝に3本・夜に1本、土休日朝に2本・夜に1本、白子駅発鳥羽駅行きが平日のみ朝に1本運転されている。朝夕の急行停車を考慮して、特急が通過する朝熊駅と池の浦駅のホーム長は6両分を確保している。早朝の一部列車に五十鈴川駅で乙特急と緩急接続する急行がある。
編成両数は大阪線直通・名古屋線直通列車ともに種別・行先を問わず6両が基本で、早朝と夜間、日中の大阪線直通の一部列車は4両で運転されている。異常時の突発的な運用変更がない限りは原則として2610系や5200系などのトイレ付きの車両が充当されている。急行、快速急行とも車掌も乗務しているため無人駅の朝熊駅、池の浦駅でも全てのドアが開く。
快速急行はダイヤ変更毎に設定本数や運転区間の変動が大きくなっており、2012年3月20日のダイヤ変更以降は鳥羽駅に直通する快速急行の本数の削減と運転区間短縮が進み、2016年3月19日のダイヤ変更まで土休日夜間の下り1本のみ設定されていた快速急行は一旦廃止されたものの、2018年3月17日のダイヤ変更で鳥羽駅発着の快速急行が再び設定された。しかし、2020年3月14日のダイヤ変更で鳥羽線内の快速急行は下りのみとなり、上りは青山町駅で同駅始発の快速急行に接続する名張行き急行に変わった。なお、五十鈴川駅発着の快速急行は定期列車として設定されていなかったが、2012年3月20日のダイヤ変更で土休日夜間の下り最終のみ新設され、2014年9月21日のダイヤ変更で平日10時台と夕方に五十鈴川行き快速急行が設定されたが、2018年3月17日のダイヤ変更で休日20時台の五十鈴川駅到着列車を除いて全て廃止された。
2004年3月17日までは日中の鳥羽駅発着も設定されていたが、2004年3月18日のダイヤ変更で快速急行・急行は宇治山田駅・五十鈴川駅での折り返しが増え、鳥羽駅を始発駅とする上り列車は朝方のみになった。一方、五十鈴川駅発着列車は朝上りと夕刻の少数のみであったが、2014年9月21日のダイヤ変更で上記の快速急行も含めて宇治山田駅始発・終着で五十鈴川駅まで回送されていた列車が営業運転されるようになったため、日中に当線内での急行の設定が1駅のみ復活した。2021年7月3日のダイヤ変更で日中の大阪上本町駅発着の急行が運転を取りやめ、同時間帯は近鉄名古屋駅発着の急行のみの運転となった。

### 普通
終日運転され、ほぼ1時間あたり2本の約30分間隔で運転されている。多くが山田線伊勢中川駅 - 志摩線賢島駅間の運転で、ラッシュ時と夜間に伊勢中川駅・明星駅 - 宇治山田駅・五十鈴川駅・鳥羽駅間の列車、日中に伊勢中川駅 - 鳥羽駅間の列車、平日早朝と夜間に名古屋線白塚駅 - 賢島駅間を直通する列車がある。その他にも、早朝に鳥羽線内の区間運転や伊勢中川駅 - 鳥羽駅間を運転した列車が伊勢中川駅で系統変更を行い、名古屋線近鉄名古屋駅まで直通する列車がある。
3両・4両・6両編成で運転されている一部時間帯の列車を除き、大多数の列車が2両編成によるワンマン運転を実施している。山田線・志摩線直通列車を中心に運転距離は比較的長いが、4両・6両編成で運転される列車を除いてトイレは設置されていない。

### 臨時列車

#### 終夜運転
大晦日から元旦にかけての終夜運転は、大阪・京都・名古屋から伊勢方面への特急が運転されているほか、伊勢中川駅 - 五十鈴川駅で普通が約30分間隔で運転される形態となっている。なお、五十鈴川駅 - 鳥羽駅間での終夜運転は行われていない。
2010年度以前は大阪・京都・名古屋から伊勢方面への特急、大阪・名古屋方面から伊勢方面への急行が運転されていたほか（伊勢神宮の参拝順序の関係からか、賢島直通の特急以外では下りは宇治山田行き、上りは五十鈴川始発が多い）、普通が30 - 60分間隔で運転される形態となっていた。また、山田線明星駅始発の大阪線名張駅直通の普通列車が鳥羽駅始発に変更されていた。時刻については近鉄の公式サイトでも掲載されている。
2011年度は志摩スペイン村のカウントダウンイベントが中止されたために特急の賢島駅直通列車が無くなって五十鈴川駅始発か鳥羽駅折り返しとなり、賢島駅へは普通列車2往復の運転にとどまった。
2012年度は、前年まで運転されていた志摩線直通の特急および普通列車が無くなったため、特急はすべて五十鈴川駅および鳥羽駅折り返しとし、名古屋線直通急行は鳥羽駅発着の列車が毎時1本運転され、大阪線直通の急行・快速急行は23時以降6時台までの全列車が宇治山田駅終着・五十鈴川駅始発（1時台のみ鳥羽駅始発急行）として運転された。快速急行・急行が鳥羽線普通列車の役割となったため、23時以降は4時台まで普通列車は運転されなかった。また、これまで鳥羽駅始発として運転されていた大阪線名張駅直通の普通列車は宇治山田駅始発に短縮して運転された。
2020年度は新型コロナウイルス感染拡大の影響で終夜運転は行われなかった。2021年度以降は急行の運転がなくなり、2022年度は五十鈴川駅 - 鳥羽駅間の終夜運転が取りやめられた。

#### イベント関係
三重県営サンアリーナにて大規模なコンサートが開催される際は、来場者の利便性を図るため、会場最寄駅の五十鈴川駅を発着する近鉄名古屋・伊勢中川方面への臨時急行および普通列車が数本設定されており、宇治山田駅発着の定期急行が五十鈴川駅発着に変更される。

#### 観光列車「つどい」
2013年10月に開催される第62回伊勢神宮式年遷宮に合わせ、2013年10月5日から2017年8月27日まで運転されていた観光列車。土休日の日中に2往復のみ山田線伊勢市駅から志摩線賢島駅にて運転されており、鳥羽線内では宇治山田駅と五十鈴川駅、鳥羽駅に停車していた。車両は専用形式の2013系が充当された。
伊勢市駅 - 賢島駅間では2022年8月から9月にも「海女さん列車」として観光列車「つどい」が運行された。

### 過去にあった種別

#### 区間快速急行
2012年3月19日まで、大阪上本町駅から山田線松阪駅間に区間快速急行が運転されていたが、年末年始の終夜運転では青山町駅・松阪駅発着を延長運転する形式で、宇治山田駅・五十鈴川駅発着が運転されていた。

#### 準急
1983年3月18日のダイヤ変更まで、近鉄名古屋駅から鳥羽駅間に準急が運転されていた。鳥羽線内は各駅に停車していた。

## 車両
鳥羽線の列車は、大阪線との直通列車は基本的に大阪線所属の車両が使用され、それ以外の列車は基本的に名古屋線所属の車両が使用されているが、朝と夜間の名古屋線直通列車は一部に大阪線所属の車両が使用されている。
また、ワンマン列車にはいずれも名古屋線所属車両である1201系・1230系・1240系・1259系・1440系・9000系（ワンマン対応車のみ）が使用されている。

## 歴史
現在の志摩線は参宮線を延長するような形で沿線住民の交通手段のほか奥志摩への観光客の誘致を目的として1929年（昭和4年）に志摩電気鉄道（志摩電鉄）が開業した路線で、軌間は鳥羽駅で接続する参宮線に合わせて1067mmの狭軌とされた。志摩電鉄は宇治山田市（現・伊勢市）への延伸を目指しており、1928年（昭和3年）6月に鳥羽 - 二見間の延長工事許可を取得し、その一環として佐田浜（鳥羽駅前）や小浜海岸の埋め立てを計画した。二見で三重交通神都線に連絡して、宇治山田へ至る予定であった。しかし延伸先の二見で県道と鉄道の立体交差を巡り折り合いがつかなかったことに加え、鳥羽駅で参宮線に乗り入れる立体交差計画がうまくいかなかったことが重なり、志摩電鉄は毎年のように計画変更や期限の延長申請を繰り返した。1935年（昭和10年）8月、三重県知事の富田愛次郎は鉄道免許の失効を理由に工事延長を不許可とし、延伸計画は頓挫した。その後陸運統制令による戦時統制の勧奨の流れを受けて、1944年（昭和19年）に三重県内の中小私鉄統合で設立された三重交通の路線となる。
その一方で、山田線は参宮急行電鉄（参急）の手により、現在の大阪線と合わせて大阪から伊勢神宮への参詣鉄道とするために建設が行われ、1931年に宇治山田駅までの全線が開業した。
戦後の高度成長期に入り、近鉄は伊勢志摩方面の観光事業を推し進め、当時の近鉄線の終点であった宇治山田駅の1番線ホームをバスが横付けして停車できるよう改造し、1961年（昭和36年）4月から近鉄特急の到着に合わせて、三重交通と近鉄が共同出資した三重急行の賢島行きの特急バスが接続するといったようなことも行い、客誘致に努めていた。しかし、本格的に事業を進めるには、やはり大阪・名古屋方面から直接アクセスできるほうがよく、三重交通志摩線は三重交通の鉄道事業の三重電気鉄道への分離の後に、1965年に近鉄へ合併し、同社の志摩線となった。その上で、山田線と志摩線をつなぐ鳥羽線を建設し、志摩線も軌間1435mmの標準軌に改めて、賢島駅まで特急を直通させることにした。日本万国博覧会（大阪万博）の好機を生かし短日月で鳥羽線の鉄道敷設免許を取得することができた。
全線が開業したのは日本万国博覧会開催直前の1970年3月1日だが、当初は需要・工期の面から単線だった。ただし、用地は複線分確保しており、一部のトンネルや橋梁は複線幅で構築していた。この開業は、当時まだ京都方面から直通急行列車が乗り入れており、ある程度の活況を見せていた国鉄参宮線に打撃を与え、完全なローカル線へ転落させる要因となった。開通から5年後の1975年に全線複線化を達成している。
- 1967年（昭和42年）
  - 7月12日：近鉄が山田線を賢島まで延長する計画を公表。計画当初は「宇治山田 - 鳥羽間の路線を新設し志摩線を改良する」案と「宇治山田から山越えして賢島へ直行する」案の2案があった[20]。
  - 8月9日：山田線の賢島までの延長に関して、「鳥羽が観光の拠点となっている」ことや「志摩線を活用することで建設費を節約できること」などを理由に宇治山田駅 - 鳥羽駅間の路線を新設することを表明[21]。
  - 8月11日：標準軌で複線を目標とするなど、計画の具体的内容を発表。但し、完成当初の全線複線化は困難としている[22]。
  - 9月11日：伊勢市岩渕 - 鳥羽市鳥羽間 鉄道敷設免許申請[23]。
  - 12月23日：伊勢市岩渕 - 鳥羽市鳥羽間 鉄道敷設免許認可[24]。
- 1968年（昭和43年）5月20日：鳥羽線建設工事に着手[25]。
- 1969年（昭和44年）12月15日：宇治山田駅 - 五十鈴川駅間が開業[26]。
- 1970年（昭和45年）3月1日：五十鈴川駅 - 鳥羽駅間が開業し全通。志摩線との直通運転開始[27]。
- 1971年（昭和46年）12月25日：宇治山田駅 - 五十鈴川駅間複線化[28]。
- 1973年（昭和48年）10月：複線化工事着手[29]。
- 1975年（昭和50年）
  - 4月11日：五十鈴川駅 - 朝熊駅間複線化[28]。
  - 12月20日：朝熊駅 - 鳥羽駅間複線化[28]。同区間にあった四郷信号所廃止。
- 2007年（平成19年）4月1日：各駅でPiTaPa・ICOCAの取り扱い開始。
- 2010年（平成22年）4月1日：宇治山田駅 - 鳥羽駅間の全線で名古屋列車運行管理システム「KRONOS」（クロノス）の運用開始[30]

## 駅一覧
- 全駅三重県内に所在。
- 快速急行・急行ともに鳥羽線内は各駅に停車。快速急行は下りのみ運転。
- 特急列車は近鉄特急の記事を参照のこと。
- #印の駅は列車待避可能駅。

| 駅番号       | 駅名                   | 駅間キロ     | 営業キロ     | 接続路線 | 所在地 |
| ------------ | ---------------------- | ------------ | ------------ | --- | --- |
| 直通運転区間 | 直通運転区間           | 直通運転区間 | 直通運転区間 | 宇治山田駅から ○普通…E 名古屋線白塚駅まで ○急行…D 大阪線大阪上本町駅まで ○特急…A 難波線大阪難波駅、B 京都線京都駅、E 名古屋線近鉄名古屋駅まで | 宇治山田駅から ○普通…E 名古屋線白塚駅まで ○急行…D 大阪線大阪上本町駅まで ○特急…A 難波線大阪難波駅、B 京都線京都駅、E 名古屋線近鉄名古屋駅まで |
| M74          | 宇治山田駅             | -            | 0.0          | 近畿日本鉄道：M 山田線（直通運転あり。上覧参照）                                                                                              | 伊勢市 |
| M75          | 五十鈴川駅# （内宮前） | 1.9          | 1.9          | | 伊勢市 |
| M76          | 朝熊駅                 | 3.0          | 4.9          | | 伊勢市 |
| M77          | 池の浦駅               | 5.7          | 10.6         | | 鳥羽市 |
| M78          | 鳥羽駅#                | 2.6          | 13.2         | 近畿日本鉄道：M 志摩線（直通運転あり。下欄参照） 東海旅客鉄道：■参宮線                                                                        | 鳥羽市 |
| 直通運転区間 | 直通運転区間           | 直通運転区間 | 直通運転区間 | 鳥羽駅から ○特急・普通…M 志摩線賢島駅まで | 鳥羽駅から ○特急・普通…M 志摩線賢島駅まで |

- 単線時代は朝熊駅 - 池の浦駅間の四郷トンネル宇治山田寄りに列車行き違いのための四郷信号所があった[19]。
- 朝熊駅、池の浦駅は、無人駅。

### 主要駅の乗降客数
2018年11月13日調査による主要駅の乗降客数は次の通り。
- 宇治山田 8,650人
- 五十鈴川 2,603人
- 鳥羽 3,741人